# Глонн
Глонн (нім. Glonn) — громада в Німеччині, розташована в землі Баварія. Підпорядковується адміністративному округу Верхня Баварія. Входить до складу району Еберсберг. Центр об'єднання громад Глонн.
Площа — 30,24 км2. Населення становить 5237 ос. (станом на 31 грудня 2020).